# Weka Pass
Der Weka Pass ist eine Schlucht im nördlichen Teil der Region Canterbury auf der Südinsel Neuseelands zwischen den Ortschaften Waipara und Waikari.

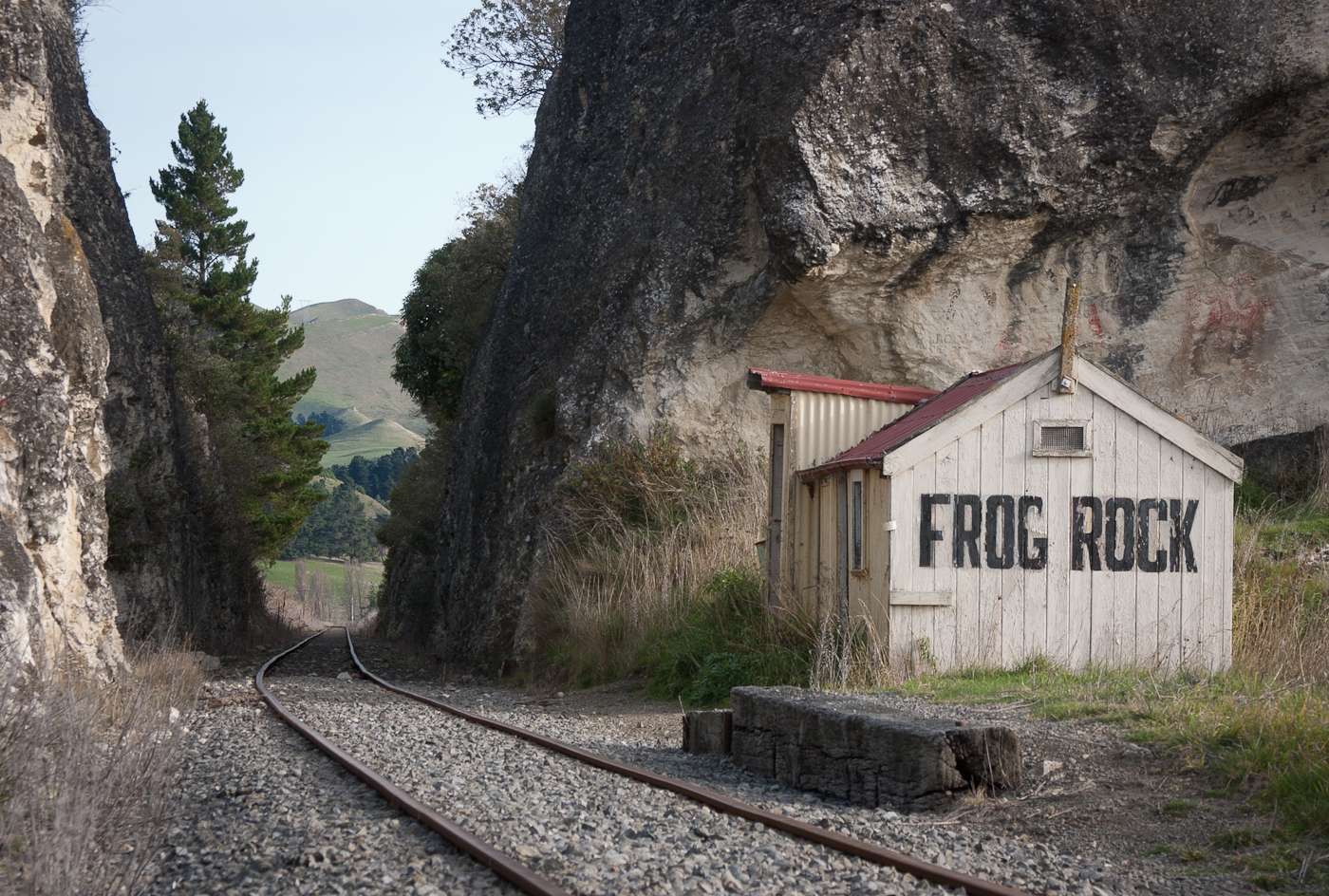
Froschstein (Frog Rock)

Die Schlucht wurde vom Waipara River ausgeschnitten, der hier weichen Kalkstein und Tonstein erodierte. Die Erosion bildete einige charakteristische Kalksteingebilde im Weka Pass heraus, denen Namen wie „Frog Rock“ (Froschstein) und „The Seal“ (der Seehund) gegeben wurden. Am Pass leben verschiedene Arten von Vögeln, einschließlich Wekaralle, Kaka und Kiwi. Früher kam auch der heute ausgestorbene Moa hier vor.
Unter dem Überhang eines Kalksteinfelsens befinden sich Felszeichnungen der Māori. Diese sind die wichtigsten Sehenswürdigkeiten des „Weka Pass Historic Park“. Die Māori erkundeten das Gebiet vor etwa 1000 Jahren und verwendeten den Kalkstein-Überhang als Schutz. Frühe europäische Entdecker nutzten den Überhang für den gleichen Zweck.
Durch den Pass führen der State Highway 7 und der Waiau Branch. Diese Nebenbahnstrecke wurde 1882 gebaut und sollte ursprünglich ein Teil der Bahnstrecke Christchurch–Picton werden. Die Hauptstrecke wurde dann jedoch entlang einer Trasse in Küstennähe über Waipara gebaut, die Teilstrecke über den Weka Pass blieb eine Stichstrecke, die in Waiau endete. Nach Einstellung des Betriebes am 15. Januar 1978 wurde die Strecke 1984 an die Weka Pass Railway verkauft, die darauf einen touristischen Verkehr anbietet.